# Districtul Banská Štiavnica

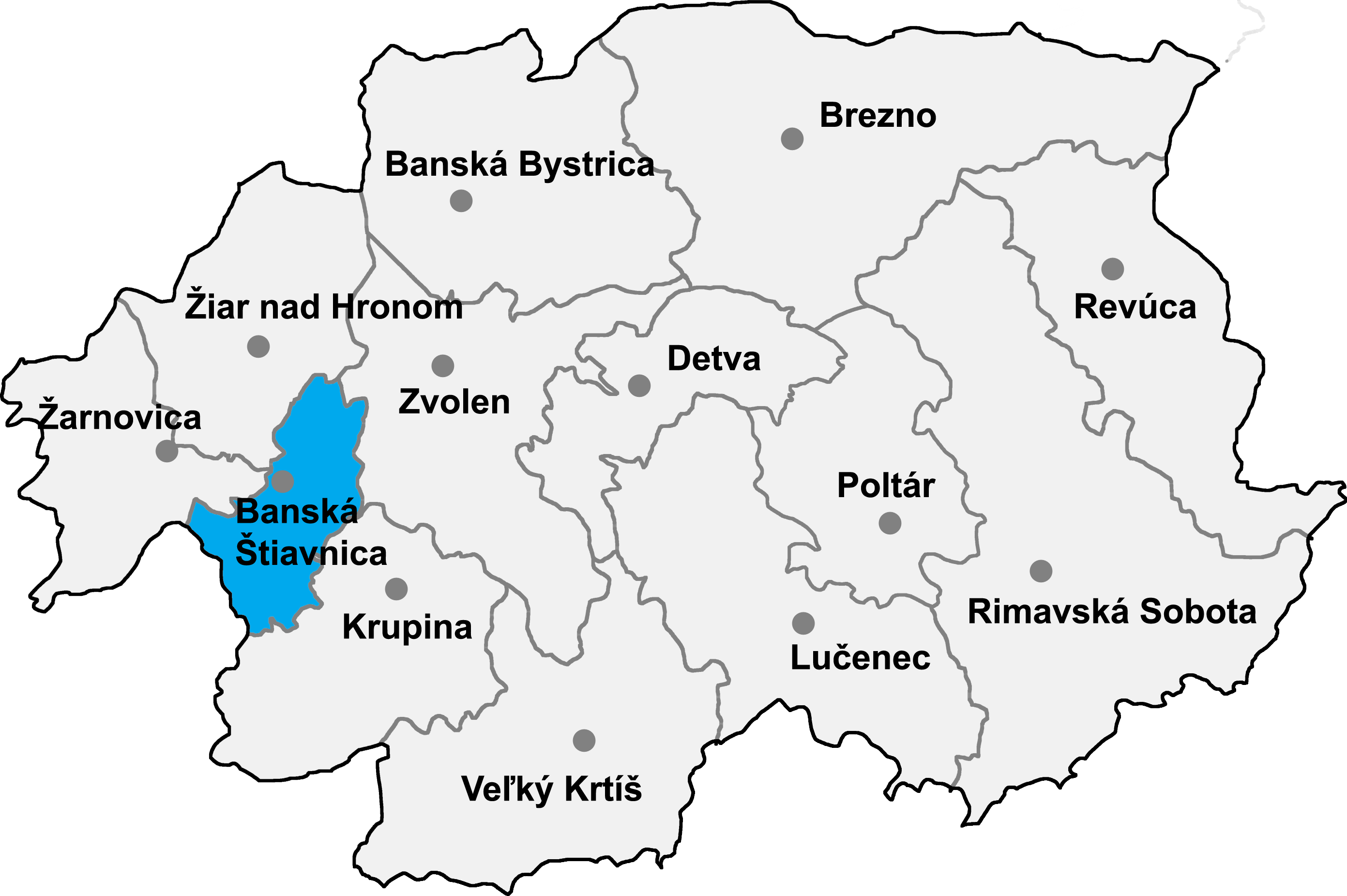
Districtul Banská Štiavnica

Districtul Banská Štiavnica (okres Banská Štiavnica) este un district din Regiunea Banská Bystrica din Slovacia centrală.

## Demografie
| An:                | 1994   | 2004   | 2014   | 2024   |
| ------------------ | ------ | ------ | ------ | ------ |
| Număr de persoane: | 17.028 | 17.046 | 16.367 | 15.350 |
| Diferență:         |        | +0,10% | −3,98% | −6,21% |

| An:                | 2023   | 2024   |
| ------------------ | ------ | ------ |
| Număr de persoane: | 15.407 | 15.350 |
| Diferență:         |        | −0,36% |

## Comune
- Baďan
- Banská Belá
- Banská Štiavnica
- Banský Studenec
- Beluj
- Dekýš
- Ilija
- Kozelník
- Močiar
- Počúvadlo
- Podhorie
- Prenčov
- Svätý Anton
- Štiavnické Bane
- Vysoká